# Galeandra stangeana
Galeandra stangeana (возможные русские названия Галеандра Станге, или Галеандра стангеана)  — вид многолетних трявянистых растений  из рода Галеандра семейства Орхидные, или Ятрышниковые (Orchidaceae).
Вид не имеет устоявшегося русского названия, в русскоязычных источниках используется научное название Galeandra stangeana.

## Синонимы
По данным Королевских ботанических садов в Кью:
- Galeandra villosa Barb.Rodr., 1877
- Galeandra pubicentrum C.Schweinf., 1943

## Этимология
Вид назван в честь немецкого коллекционера орхидей XIX в. Stange.
Английское название — Stange’s Galeandra.
Китайское название — 盔藥蘭.

## Биологическое описание
Симподиальное растение средних размеров, в высоту может достигать 30-40 см Листопадное или полулистопадное.
Ризома короткая.
Псевдобульбы веретеновидные, 6—10 листные.
Листья развиваются на верхушке псевдобульбы, серовато-зелёные, тонкие, удлинённо-ланцетовидные, на конце заострённые, около 15 см длиной, 1,5 шириной.
Соцветие апикальное, кистеобразное, до 15 см длиной, несут 3—10 цветков.
Цветки изменчивы по окраске, ароматные, около 5 см в диаметре. Цветение происходит на зрелых псевдобульбах.

## Ареал, экологические особенности
Найдено в Колумбии, Боливии, Венесуэле, Перу (Loreto Maynas) и Бразилии на высотах 90—140 метров над уровнем моря.
Эпифит во влажных тропических лесах.
Охраняемый вид. Входит в Приложение II Конвенции CITES. Цель Конвенции состоит в том, чтобы гарантировать, что международная торговля дикими животными и растениями не создаёт угрозы их выживанию.

## В культуре
Температурная группа — тёплая.
Посадка в горшок или корзинку для эпифитов с субстратом из сосновой коры средней или крупной фракции.
В период вегетации полив регулярный. Субстрат после полива должен почти полностью просыхать. Для полива лучше использовать воду прошедшую очистку методом обратного осмоса.

Относительная влажность воздуха 50—80 %.
Освещение: 50% от прямого солнечного света.
После цветения наступает период покоя, когда растения практически не поливают. Возобновляют полив с появлением новых побегов.